# Krakauer Haus

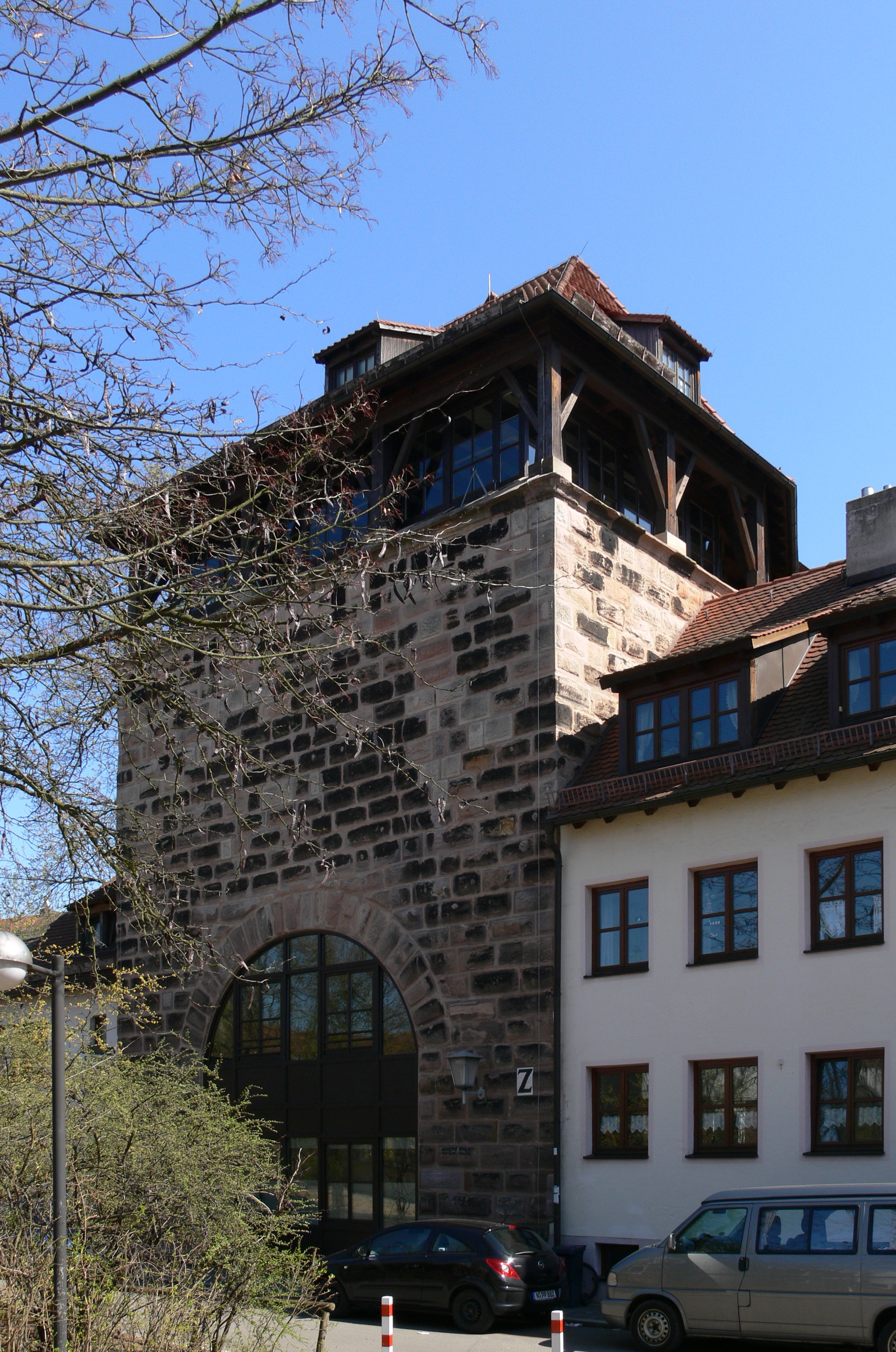
„Krakauer Haus“ (Turm Schwarzes Z)

Das Krakauer Haus (polnisch Dom Krakowski) ist ein Kultur- und Begegnungszentrum in Nürnberg. Es handelt sich um die einzige Einrichtung der Stadt Krakau außerhalb der Grenzen Polens.

## Lage
Das Krakauer Haus befindet sich im um 1540 errichteten Stadtmauerturm „Schwarzes Z“ auf der Hinteren Insel Schütt. Der zum Haus gehörige Biergarten liegt in der vorgelagerten Anlage des Tratzenzwingers auf der Stadtmauer.

## Geschichte
Bereits im Mittelalter bestanden zwischen den Städten Nürnberg und Krakau enge Beziehungen. Diese führten im Oktober 1979 zu einer offiziellen Städtepartnerschaft. Im Rahmen dieser Partnerschaft beschloss man die Einrichtung zweier Partnerhäuser in den jeweiligen Städten.
Der um 1540 errichtete Stadtmauerturm „Schwarzes Z“ nebst seiner Basteianlage wurde unter Federführung der Stadt Nürnberg umgestaltet und renoviert. Die Finanzierung übernahm die Stadt gemeinsam mit dem Mäzen Kurt Klutentreter. Die Fertigstellung des Hauses wurde am 8. November 1995 gefeiert, hierbei war auch der damalige polnische Außenminister Władysław Bartoszewski anwesend. Am 8. Juni 1996 wurde das Krakauer Haus eröffnet. 

## Einrichtungen
Das Haus beherbergt die Deutsch-Polnische Gesellschaft in Franken, den polnischen Kulturverein Förderverein Krakauer Turm e.V. in Nürnberg (polnisch Stowarzyszenie Wieża Krakowska w Norymberdze), ferner das Kulturzentrum im Krakauer Haus. Neben einem Veranstaltungsraum, in dem regelmäßig Konzerte, Lesungen und Vorträge stattfinden, gibt es auch eine Galerie mit moderner Kunst.
Das erste Stockwerk des Gebäudes wird als Restaurant genutzt, der angrenzende Zwinger auf der Stadtmauer als dessen Biergarten. Im Erdgeschoss finden sich eine Bar sowie ein Informationszentrum der Stadt Krakau mit angeschlossenem Reisebüro, das Reisen nach Polen organisiert.

## Nürnberger Haus (Krakau)

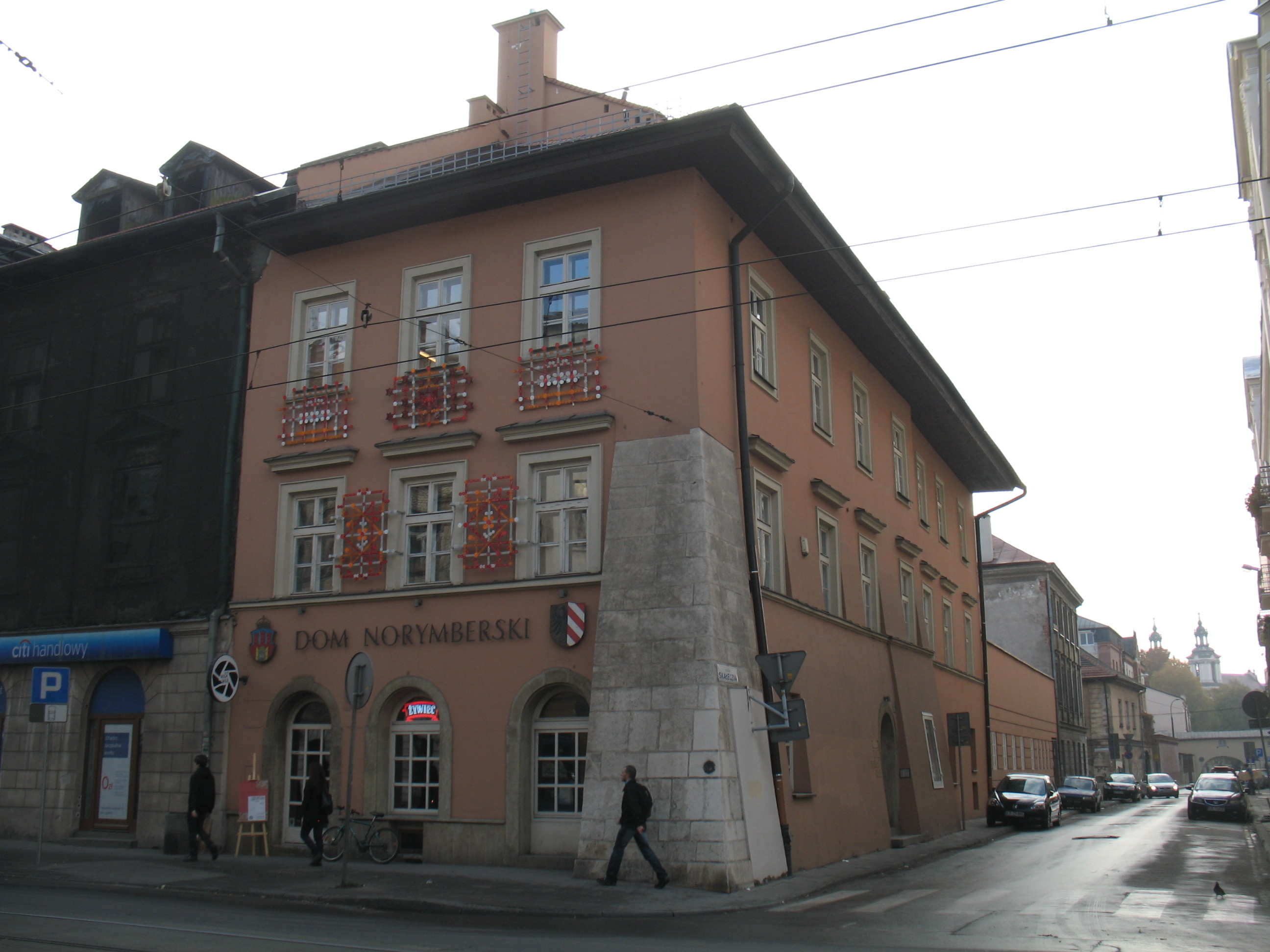
Das „Nürnberger Haus“ in Krakau

Als Pendant zum Krakauer Haus wurde ebenfalls 1996 das Nürnberger Haus in Krakau eröffnet. Es befindet sich in einem aus dem 17. Jahrhundert stammenden Altstadthaus im historischen Stadtteil Kazimierz in der ulica Skałeczna 2 und fungiert als kleines Kulturzentrum, in dem Deutsche und Polen sich austauschen können. Häufig informieren hierbei Veranstaltungen oder Ausstellungen über die jeweils andere Partnerstadt und deren Kulturen.

## Galerie

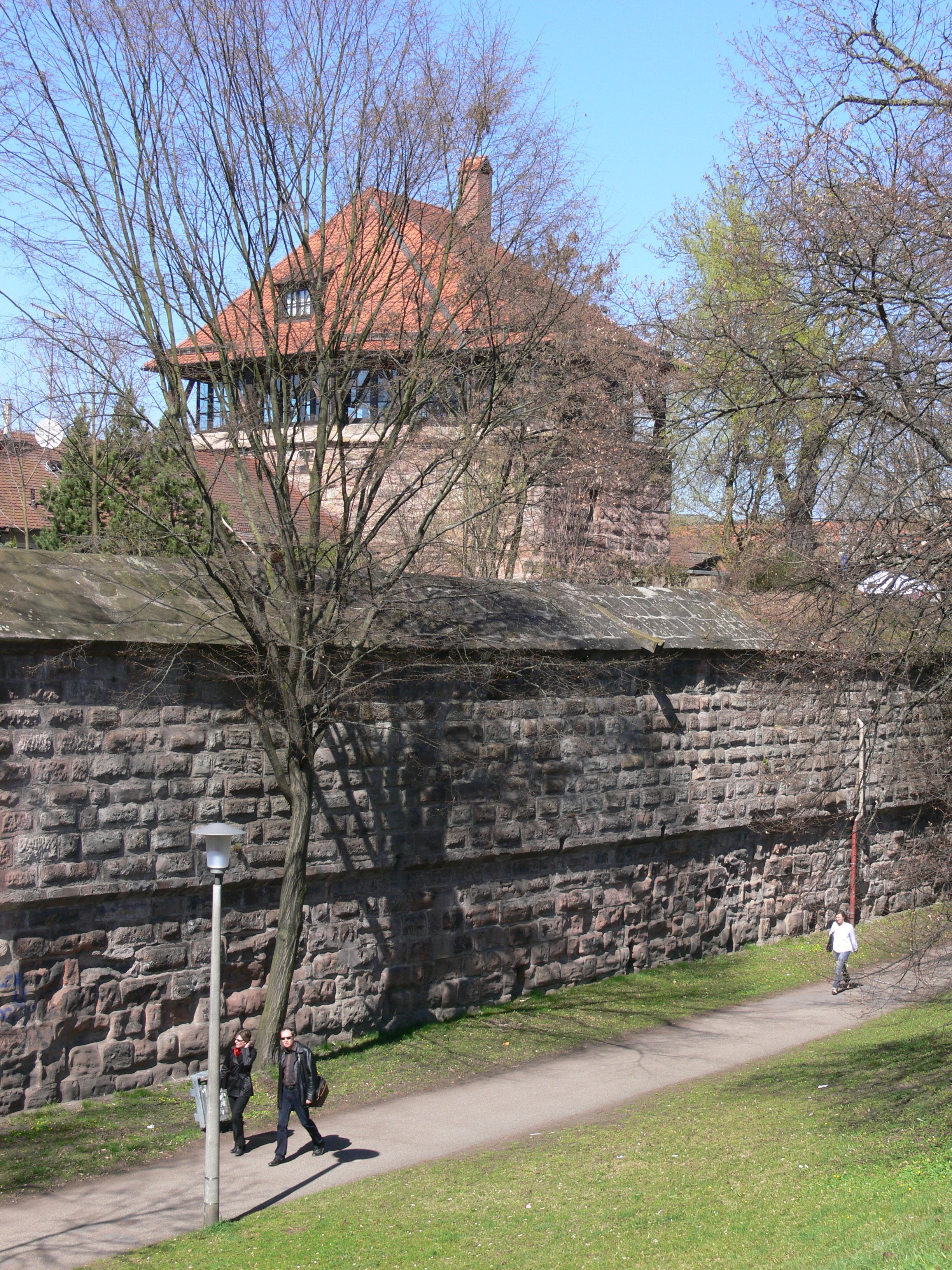
„Krakauer Haus“ (Turm Schwarzes Z)
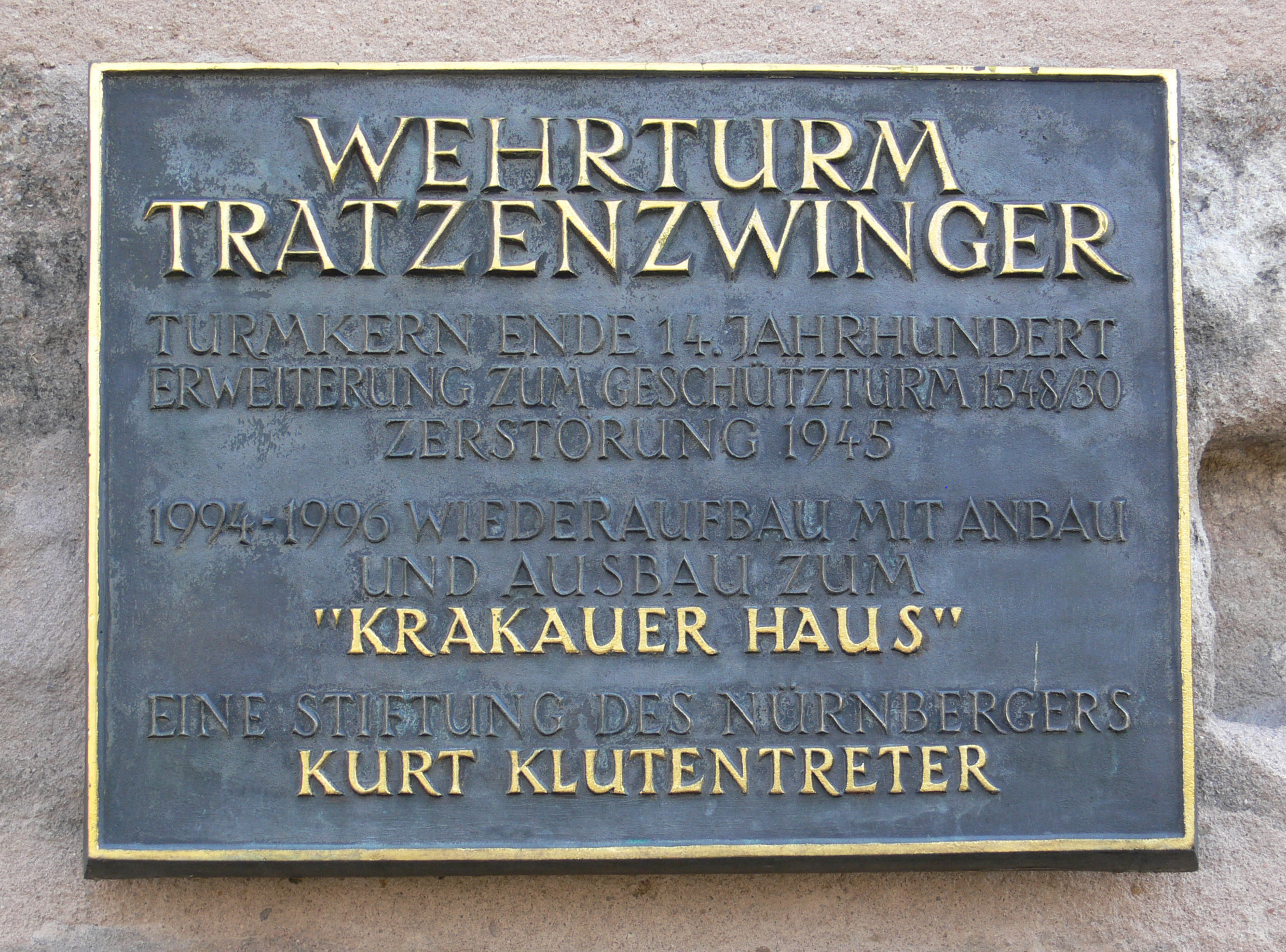
Tafel
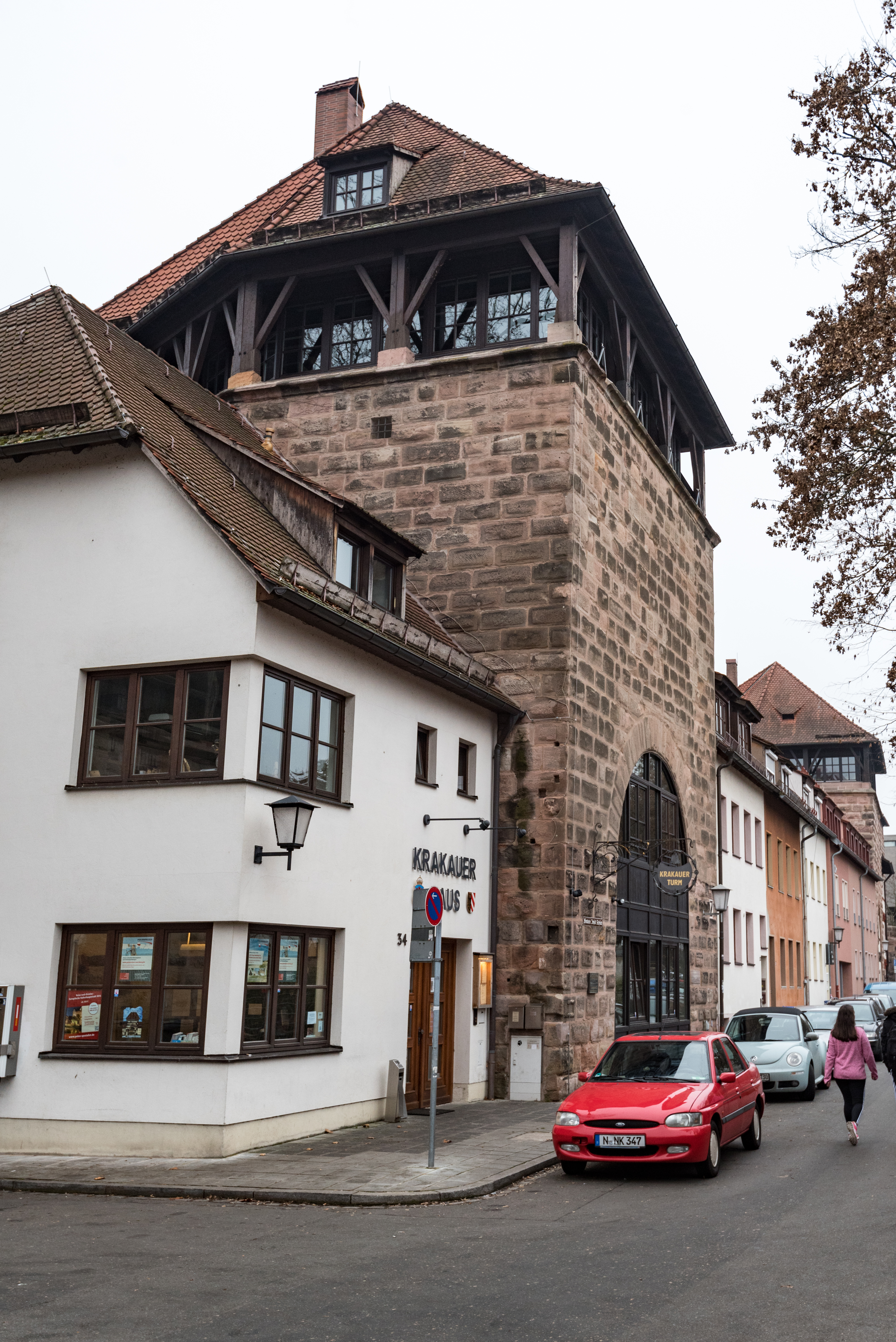
„Krakauer Haus“ (Turm Schwarzes Z)
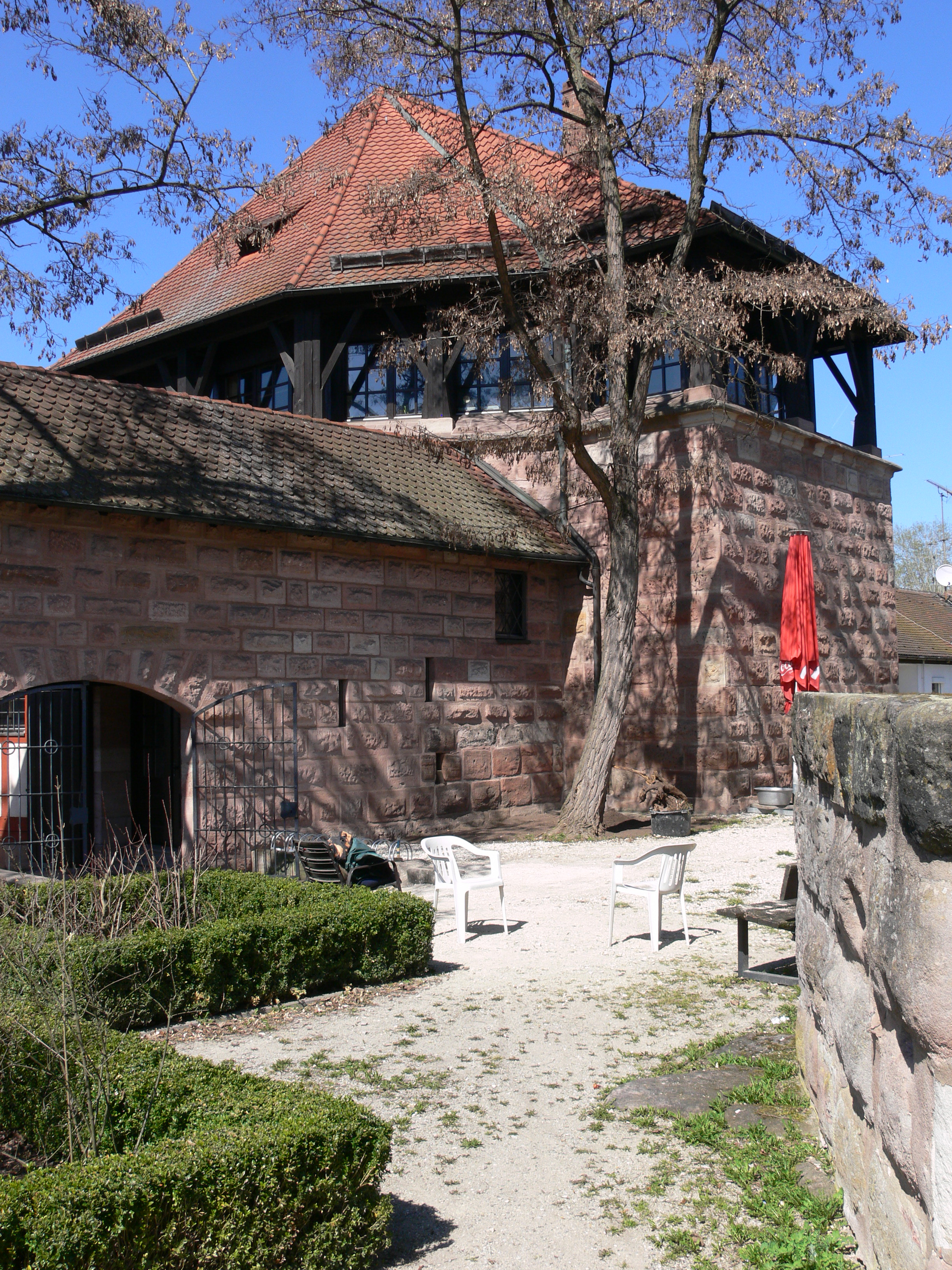
Biergarten